# Großer Garten (Dresda)
Il Großer Garten (in italiano grande giardino) è un parco pubblico in stile barocco situato nel centro di Dresda.

## Descrizione

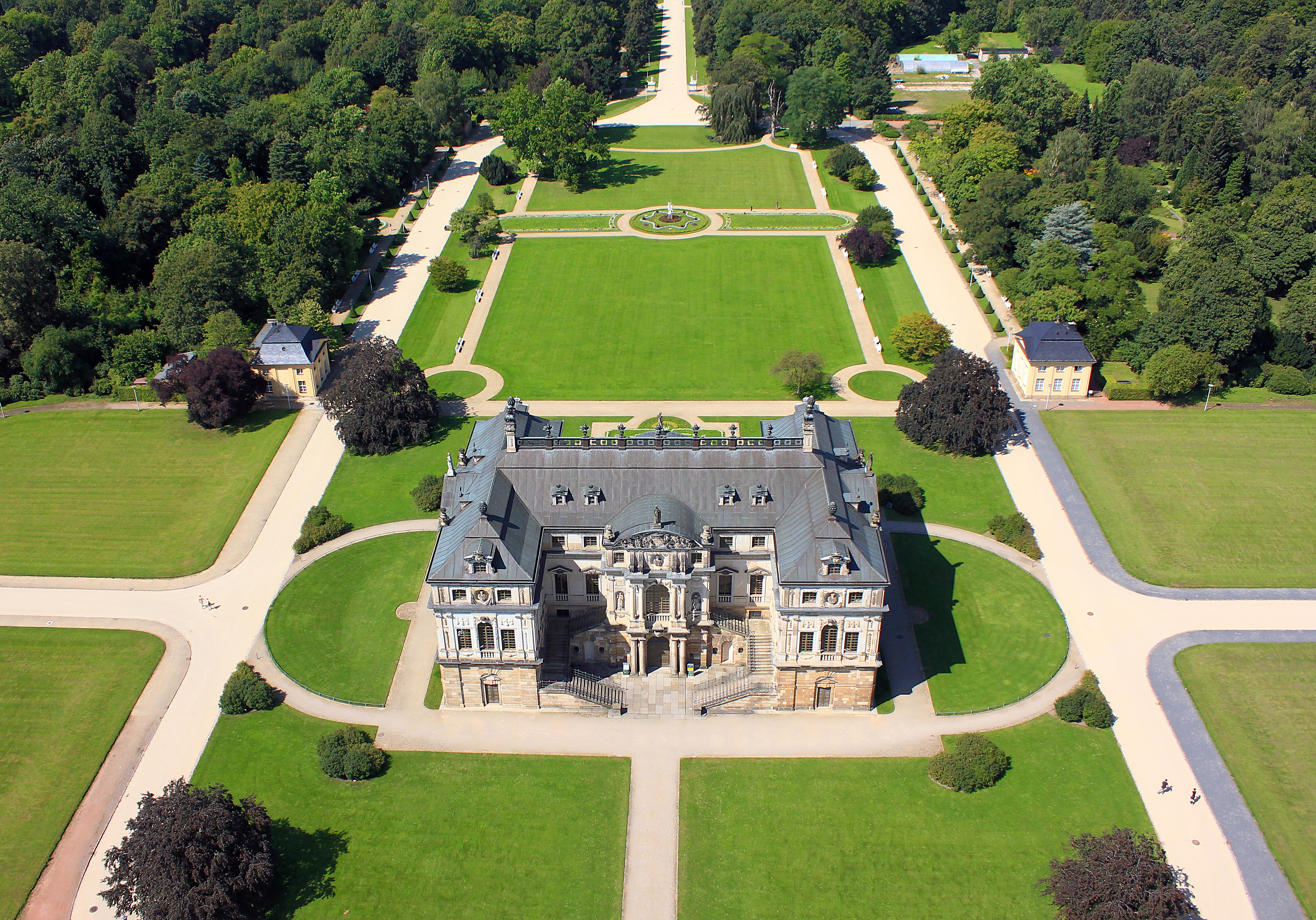
Vista del giardino, con all'interno il Sommerpalais

Il giardino ha una forma rettangolare e copre un'area di circa 1,8 km². Originariamente istituito nel 1676 per ordine di Giovanni Giorgio III di Sassonia, è diventato un giardino pubblico dal 1814. Percorsi e viali sono disposti simmetricamente in tutto il parco. Al centro del parco c'è il Sommerpalais, un piccolo Lustschloss (palazzo rinascimentale tedesco).
Originariamente il parco fu istituito al di fuori delle antiche mura della città, ma poi dalla seconda metà del XIX secolo venne circondato da aree urbane. Alla fine del XIX secolo all'interno del parco furono aggiunti lo zoo di Dresda e il giardino botanico di Dresda. Inoltre all'interno del complesso vi è una ferrovia in miniatura, conosciuta come Parkeisenbahn, attiva da aprile a ottobre. Nel 2002 nell'angolo nord-ovest del parco fu edificio la Gläserne Manufaktur della Volkswagen.